# 邓国公主 (宋仁宗)
鄧國公主（1040年—1042年），本名不詳，為北宋第四代皇帝宋仁宗的第三皇女，母張貴妃。
公主的母亲张贵妃（追赠温成皇后）最得宠，因此公主非常受宠。慶曆二年（1042年）五月，册封安壽公主。是月薨逝，年仅三岁。追封唐國公主。嘉祐四年（1059年）十二月，追封漢國公主。治平元年（1064年）五月，追封魏國長公主。宋徽宗即位后，于元符三年（1100年）三月，追封她为邓國大長公主。后改公主为帝姬，政和四年（1114年）十二月，改封莊順大長帝姬。